# Stadler Regio-Shuttle RS1
Stadler Regio-Shuttle RS1 — перший широко використовуваний дизельний вагон нового покоління в Німеччині та Чехії для місцевих залізничних перевезень. 
Його найхарактернішою особливістю є віконні рами у формі трапеції. 
Regio-Shuttle класифікується Deutsche Bahn як Class 650, České Dráhy як Class 840 або Class 841, однак багато приватних залізниць мають власні Regio-Shuttle.

## Історія

### Розвиток
Regio-Shuttle був розроблений в 1994 році Науково-дослідним інститутом залізничних транспортних засобів VÚKV Prague для ABB Henschel і AEG Railway Vehicles і продовжив виготовляти Adtranz після їх злиття в 1996 році. 

Спочатку планувалося запропонувати двосекціний (RS 2) і трисекціний варіанти (RS 3), а також односекціний вагон управління як платформу для односекційного вагона (RS 1), який пізніше багато разів будувався 
, 
але не мав замовлень. 

Коли Bombardier Transportation придбала Adtranz у 2001 році, Regio-Shuttle довелося передати Stadler Rail з антимонопольних міркувань.

### Наступник
У 2024 році Stadler представив Stadler RS Zero, який можна замовити як одно- чи двосекційний вагон з акумуляторним живленням або вагон з водневим двигуном, як наступника Regio-Shuttle RS 1. 

## Технічна інформація
RS1 — рейковий автобус для стандартної колії, виготовлений за стандартами UIC, який, може витримувати поздовжні сили 1500 кН; пропонується з автозчепленням Шарфенберга або гвинтовим зчепленням. 
65% підлоги вагону є низькими, розраховано на платформи висотою 55 см. 
На Шенбахбані використовується спеціальний варіант, розроблений для платформ висотою для 76 см. 
Рейковий автобус має високу підлогу над двома чотириколісними візками на кожному кінці.
Два незалежних дизель-механічних приводи, від MAN, працюють або на дизельному паливі, або на біодизелі з ріпакової олії, кожен приводить в рух обидві осі на одному з двох візків.
Зовнішній вигляд RS1 вражає тим, що конструкція його вікон виглядає як опора мосту з дерев’яним каркасом (або ферма Воррена), а у вікнах видно кутові стійки кузова. 
Цю конструкцію спочатку запропонувала Design Triangle компанії ABB (пізніше ADtranz) під час дослідження зменшення ваги для високошвидкісних поїздів. 
Дослідження, опубліковане в статті Інституту машинобудування в 1996 році, показало, що концепція діагональної стійки дозволила зменшити масу, покращити огляд пасажирів і гнучкість розташування сидінь, зберігаючи при цьому достатню міцність і жорсткість кузова. 

ABB подала заявку на патент з дизайну. 
У Bombardier Itino використовується подібна конструкція віконної стійки під кутом. 
Подібна конструкція віконної стійки була використана у вагоні Schienenzeppelin в 1929 році.
З експлуатаційної точки зору Regio-Shuttle можна використовувати для одноосібних операцій на залізницях стандартної колії без будь-яких обмежень. 
Його відносно невелика місткість (максимум до 170 пасажирів) врівноважується тим фактом, що транспортний засіб може використовуватися в кількості до семи одиниць. Таким чином, група з п’яти RS1 може обслуговувати максимум трохи менше 850 пасажирів, хоча й дещо неекономно порівняно з потягом, який тягне локомотив, через споживання палива десятьма дизельними двигунами.
У 2006 році компанія Voith переобладнала Regio-Shuttle. 
Серед іншого він мав менший викід вихлопних газів, а максимальна швидкість підвищена до 140 км/год. 
Після цього мало розпочатись виробництво 
, 
проте, виробництво Regio-Shuttle припинено у 2006 році. 
У 2007-08 рр. надійшли додаткові замовлення від Ostdeutsche Eisenbahn, 

Hohenzollerische Landesbahn і Rhenus Veniro.
З урахуванням вагонів додаткового замовлення загальна кількість виготовлених Regio-Shuttle становить 365 одиниць. 
Наприкінці червня 2008 року Deutsche Bahn AG 

уклав контракт із Stadler на поставку до 60 Regio-Shuttles.

## Чинне використання
Наступні залізничні компанії мають у своєму парку Regio-Shuttle RS1:

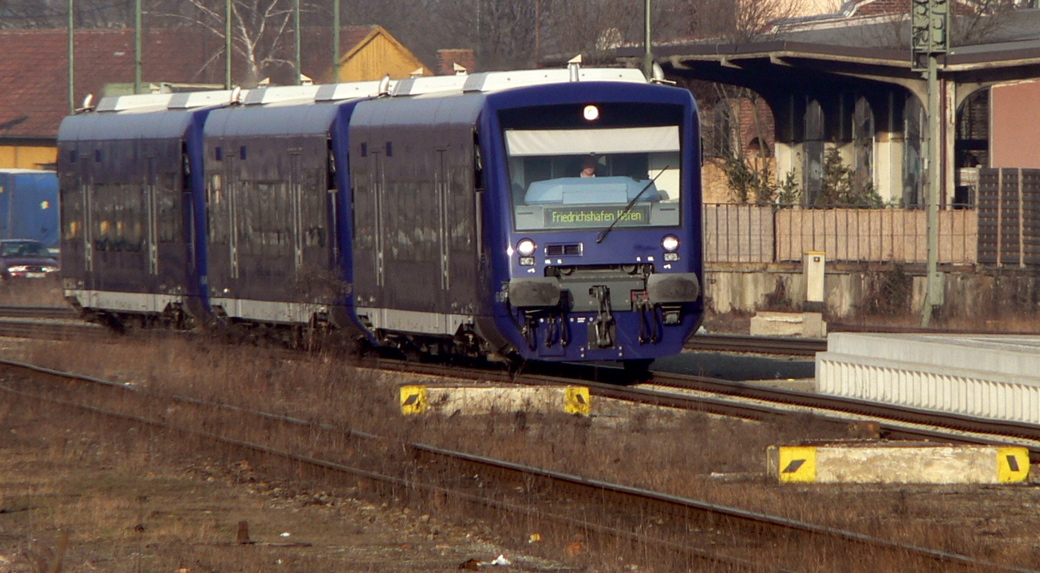
Bodensee-Oberschwaben-Bahn[de] (BOB) 7 одиниць
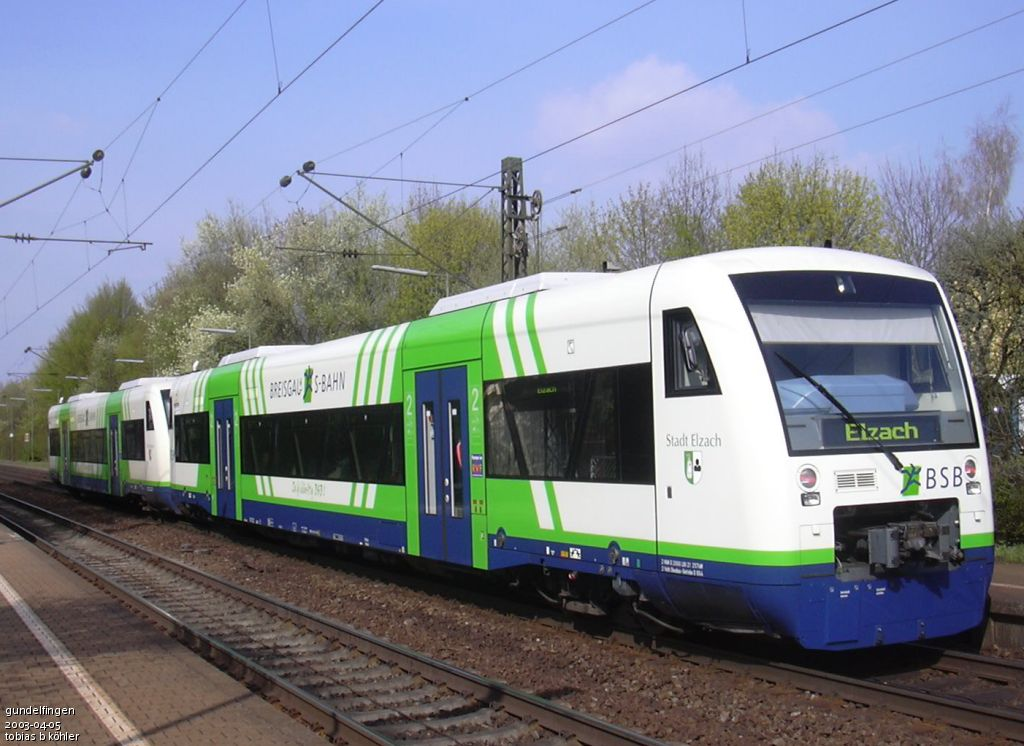
Breisgau-S-Bahn (BSB) 21 одиниця
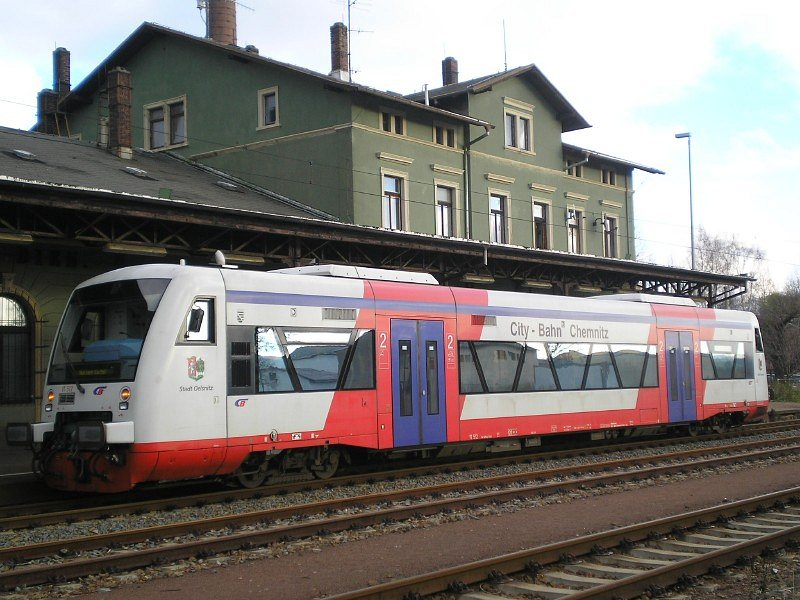
City-Bahn Chemnitz[en] (CBC) 6 одиниць
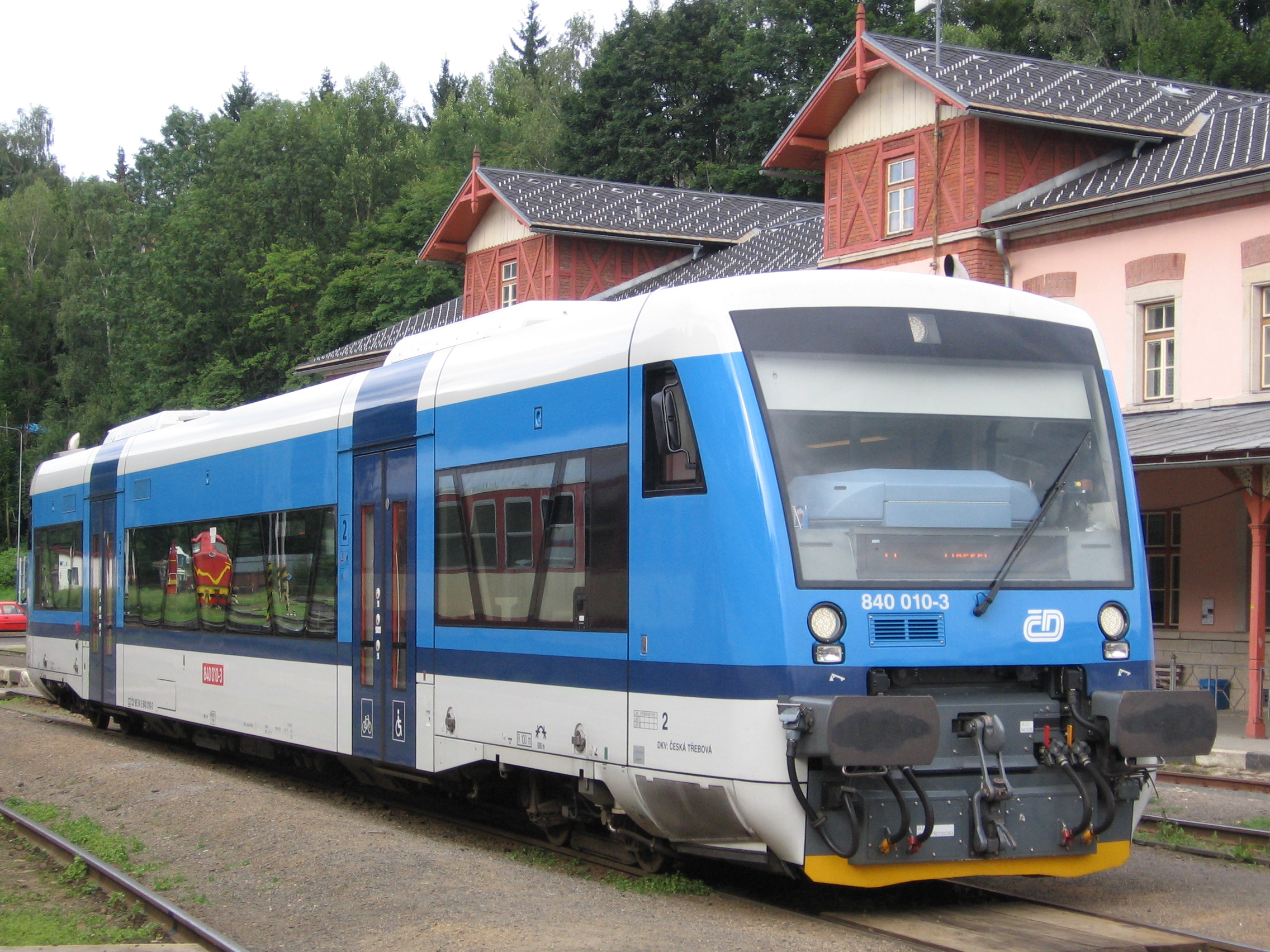
České Dráhy (ČD) 55 одиниць
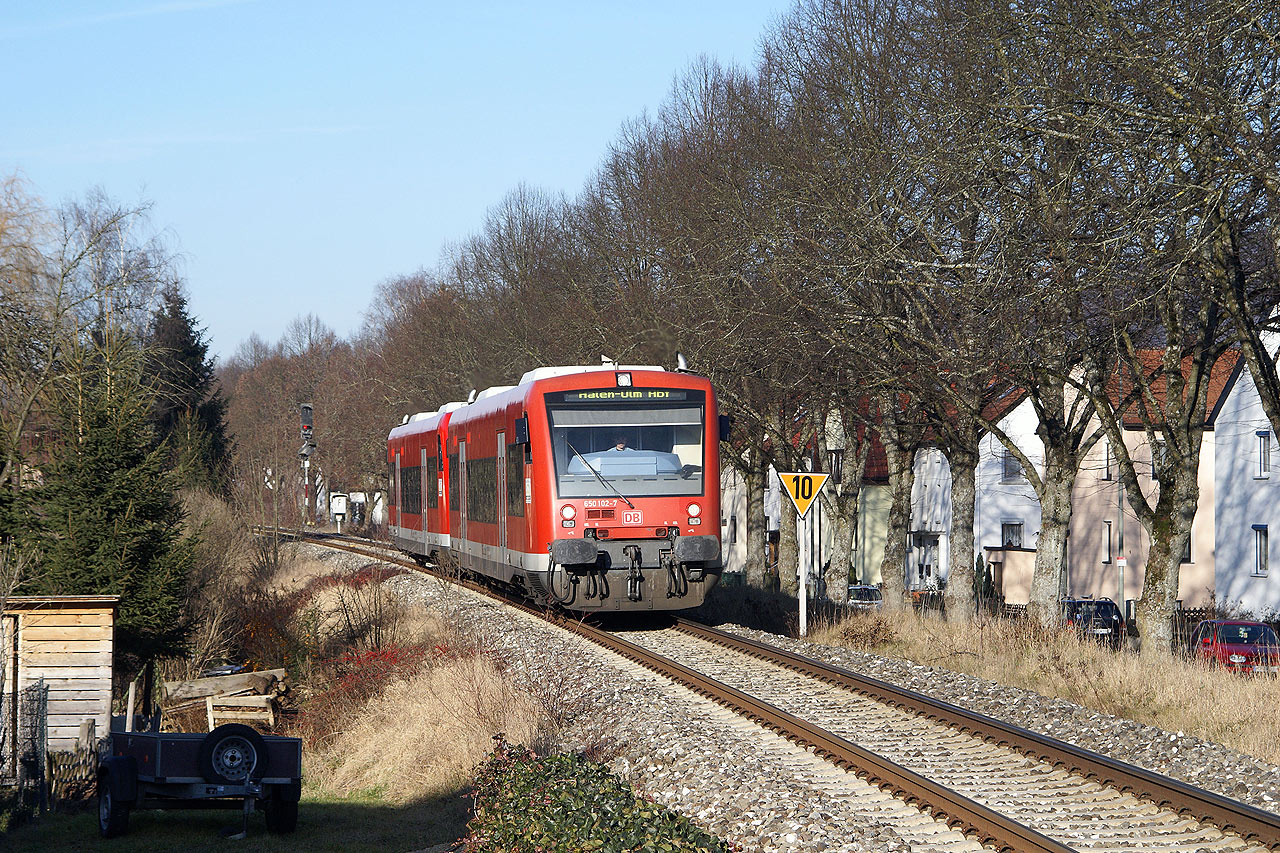
Regionalverkehr Alb-Bodensee[en] (RAB) 74 одиниць
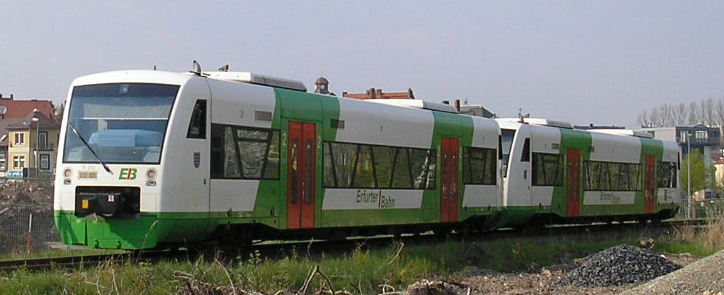
Erfurter Bahn[en] 23 одиниць
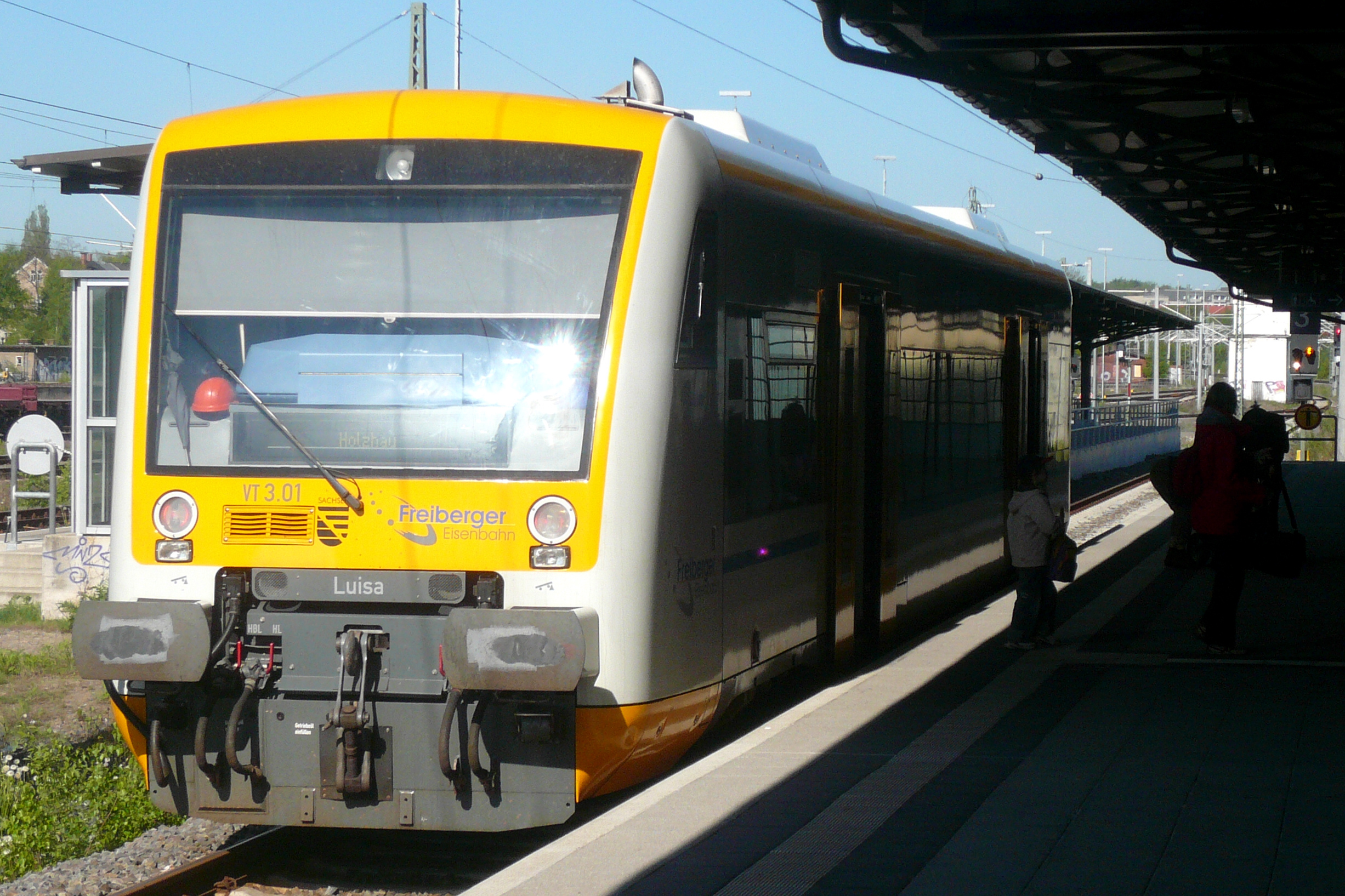
Freiberger Eisenbahn[de] (FEG) 3 одиниці
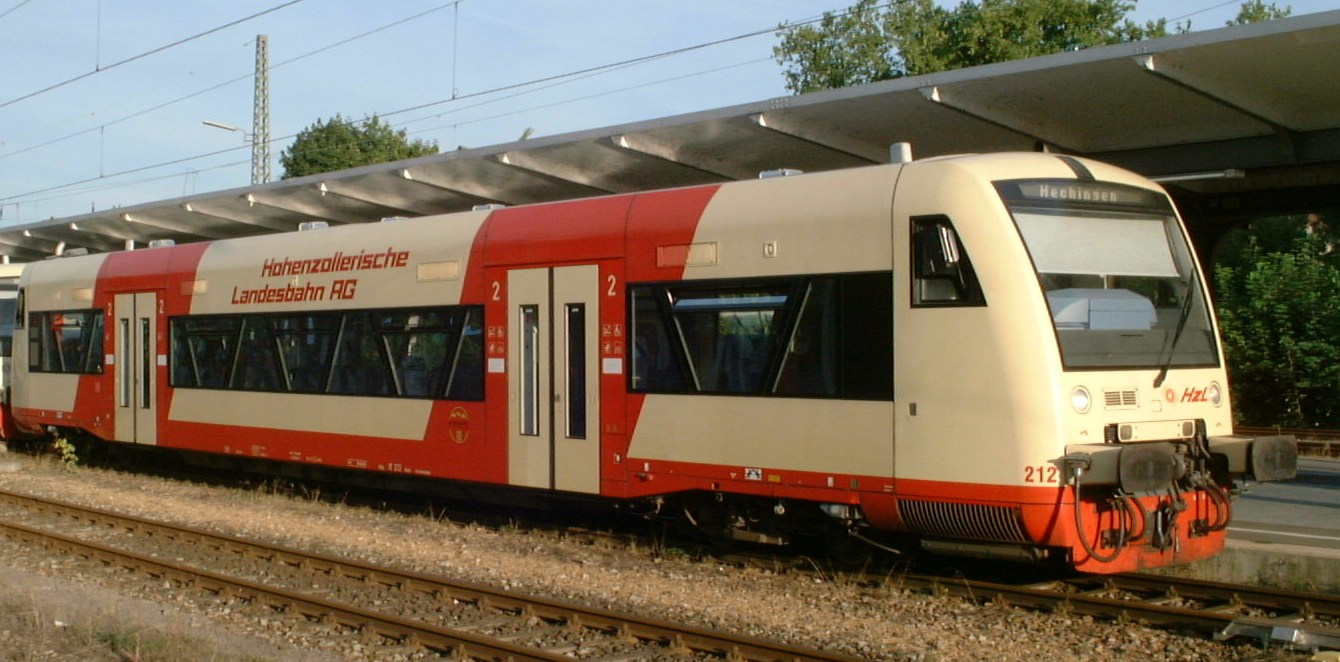
Hohenzollerische Landesbahn[en] (HzL) 24 одиниці
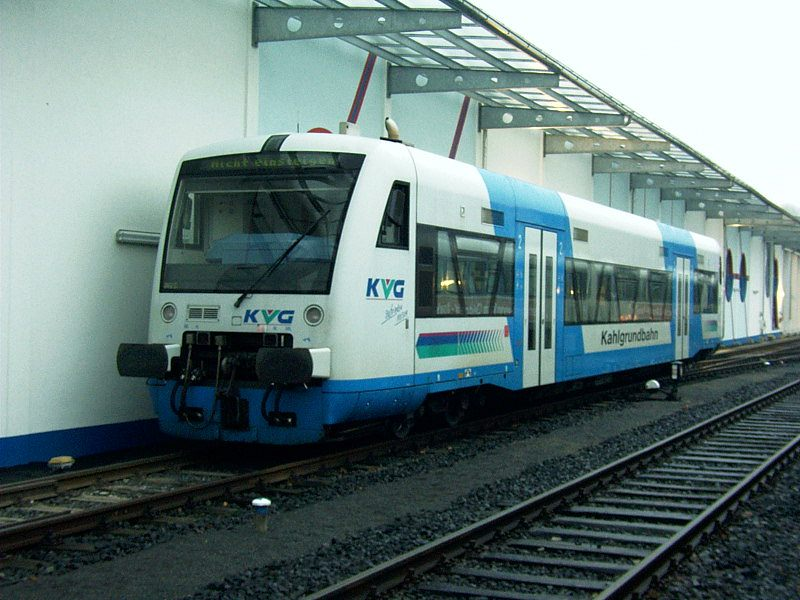
Kahlgrund Verkehrs-GmbH[de] (KVG) 1 одиниця
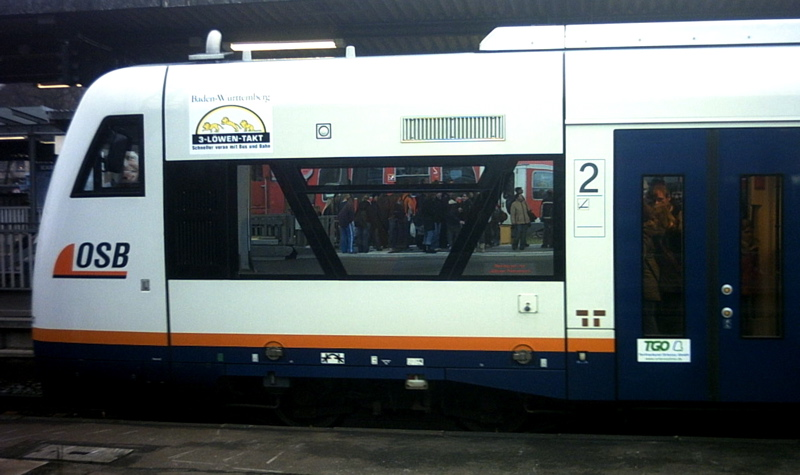
Ortenau-S-Bahn (OSB) 24 одиниці
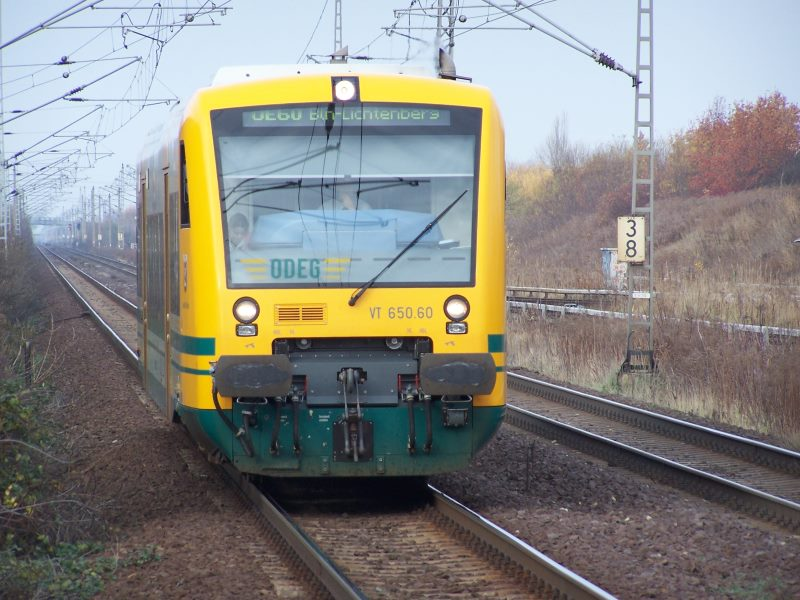
Ostdeutsche Eisenbahn[en] (ODEG) 33 одиниці (+2 замовлено)
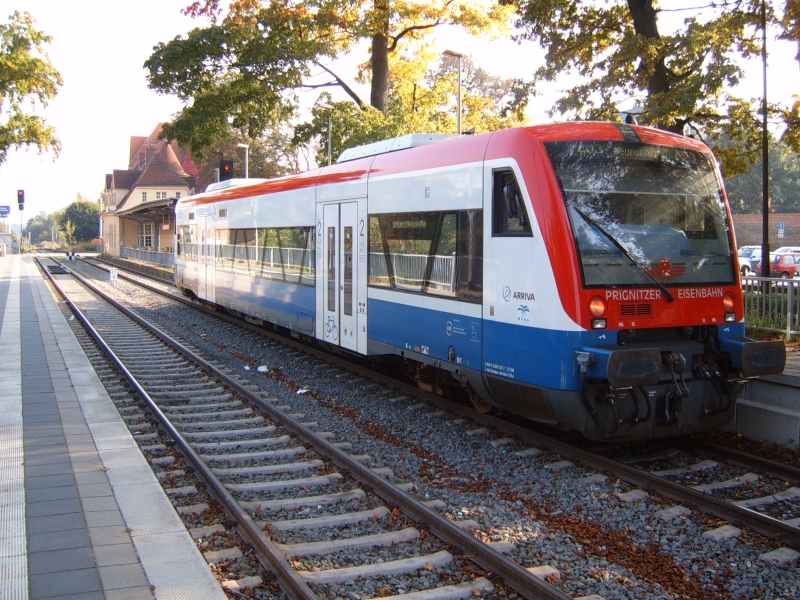
Netinera[en] (PEG) 8 одиниць
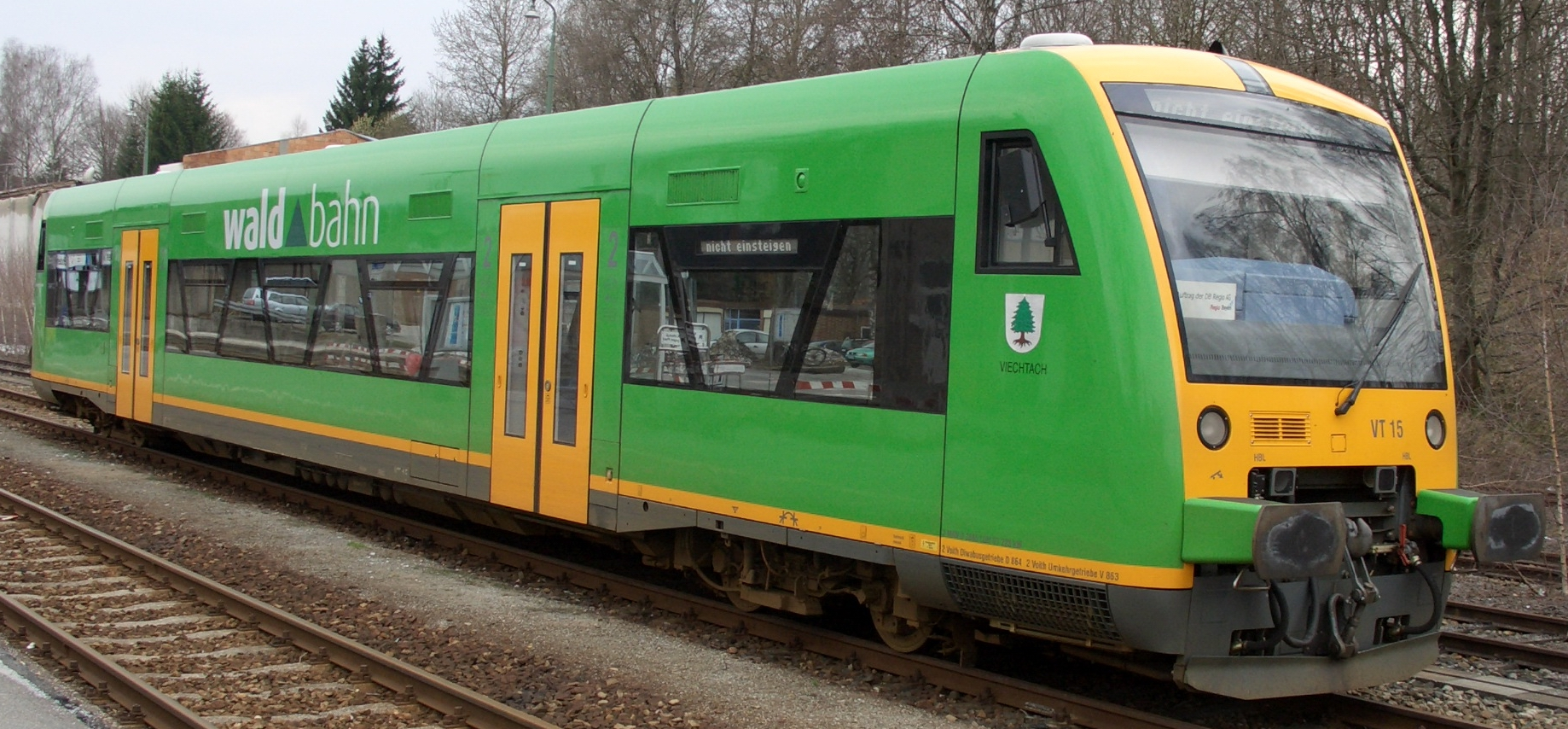
Regentalbahn[en] 25 одиниць
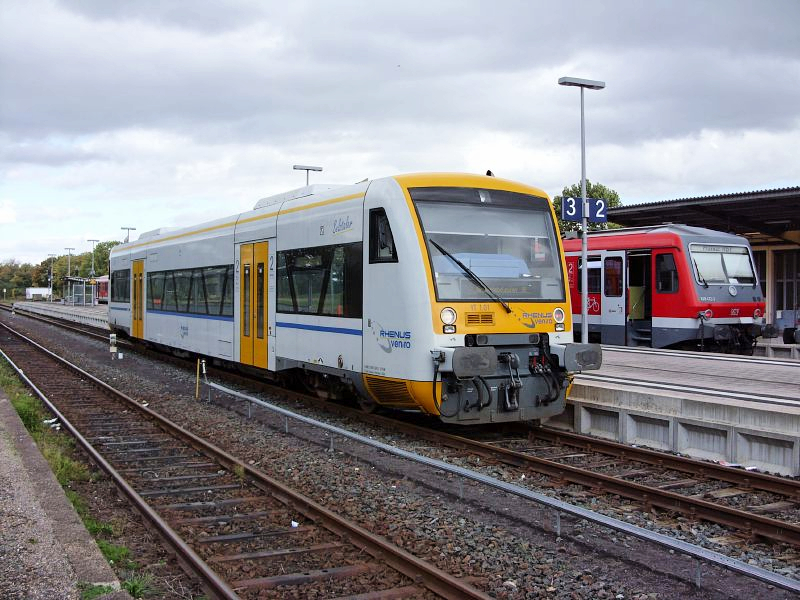
Rhenus Veniro[en] 2 одиниці (+3 замовлено)
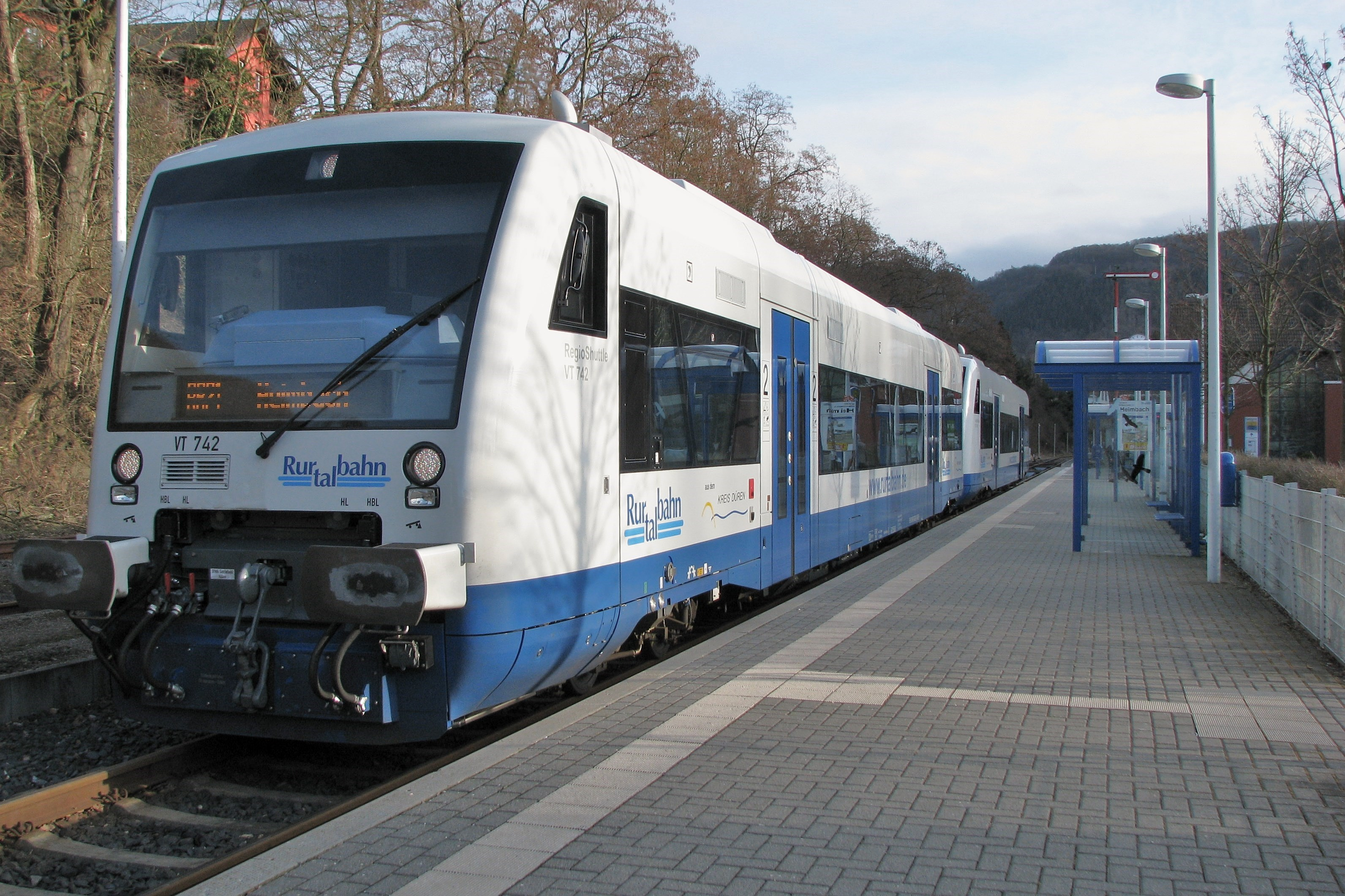
Rurtalbahn GmbH[en] 5 одиниць
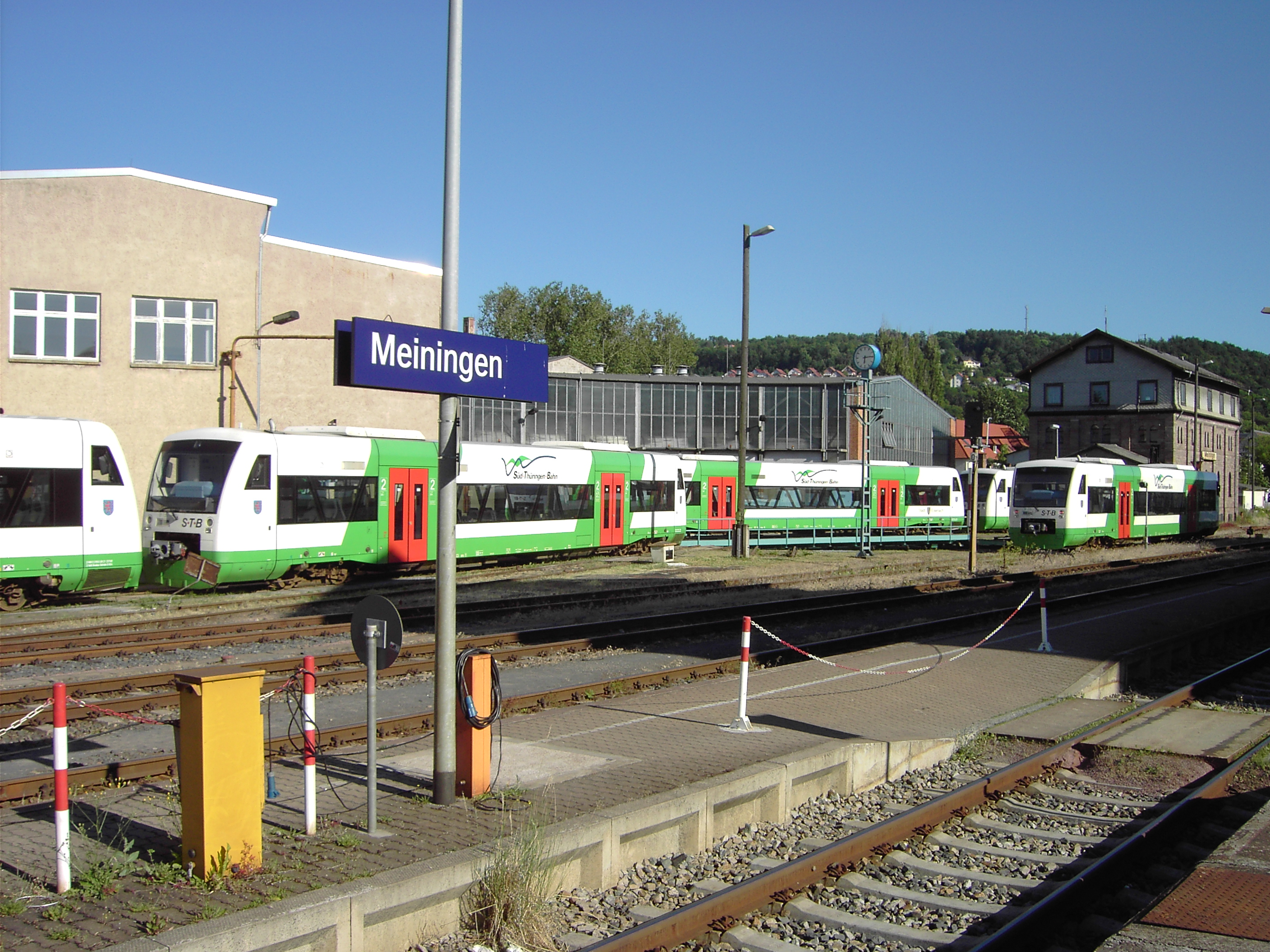
Süd-Thüringen-Bahn[en] (STB) 32 одиниці
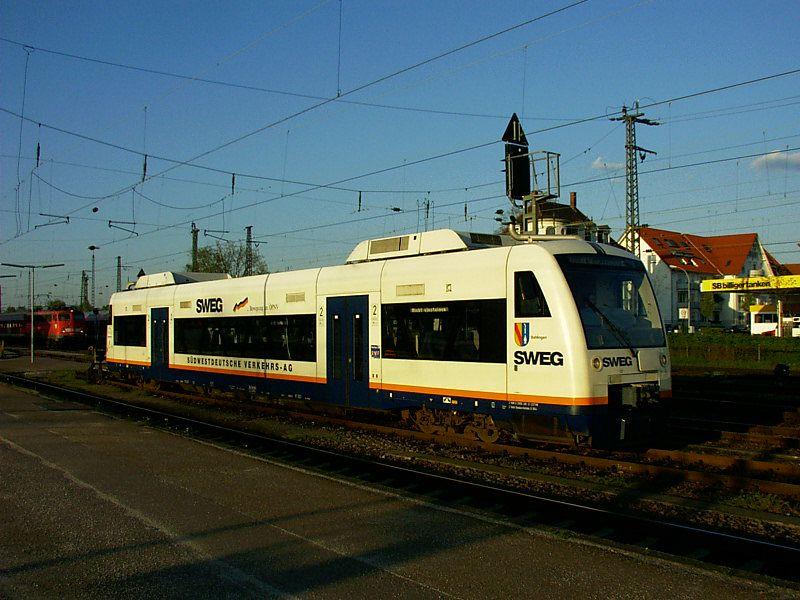
SWEG Südwestdeutsche Landesverkehrs (SWEG) 8 одиниць
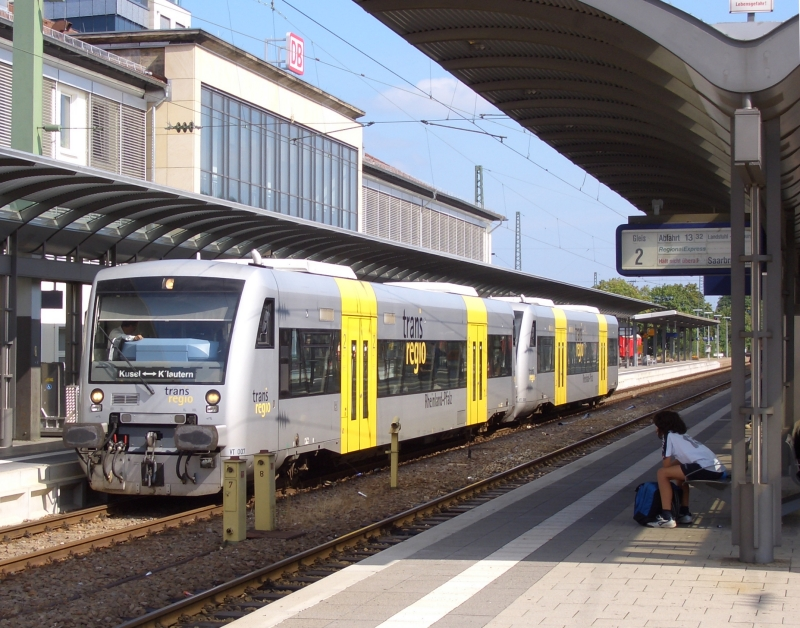
Transdev GmbH[de] 20 одиниць
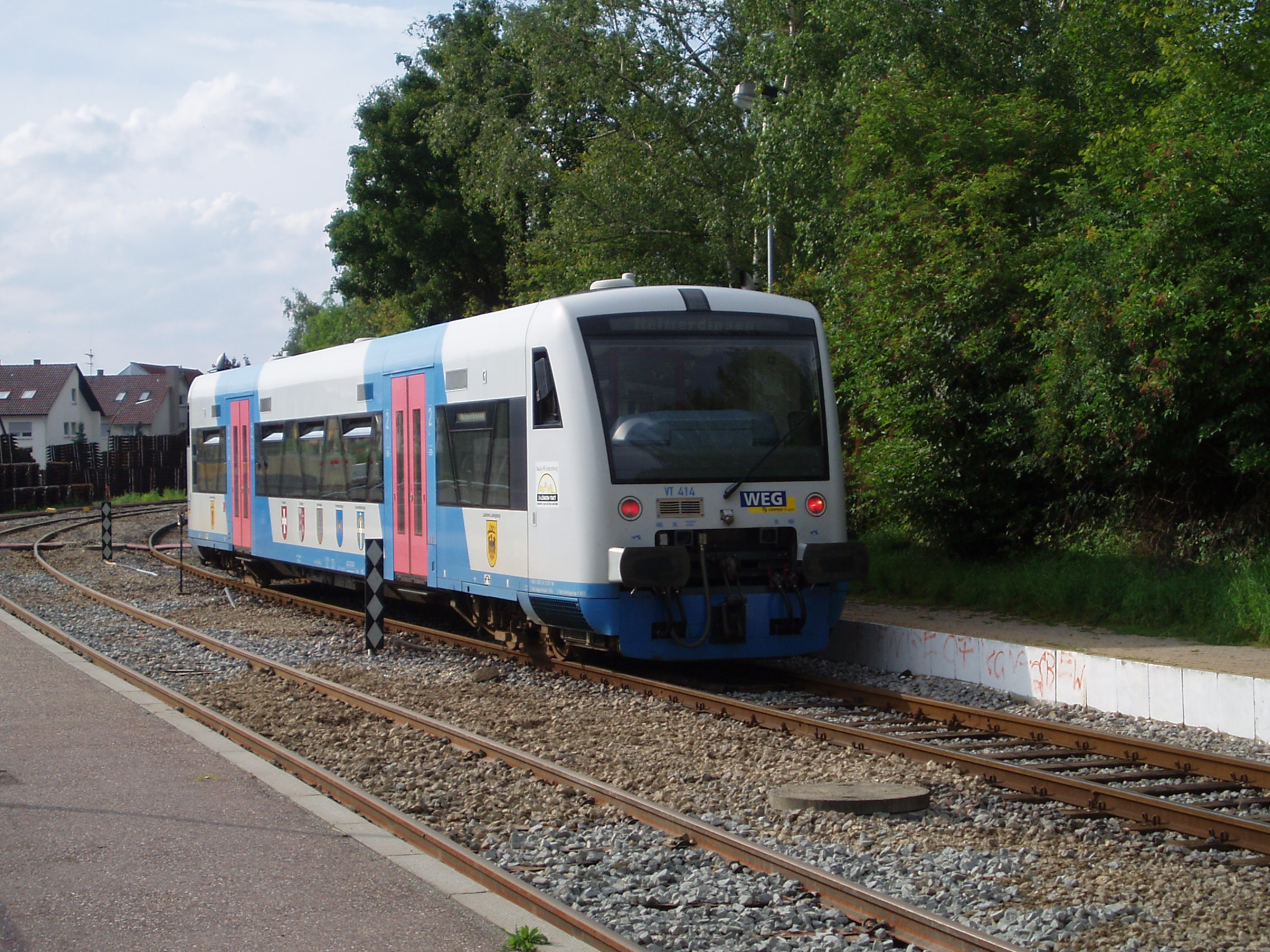
Württembergische Eisenbahn-Gesellschaft[en] (WEG) 11 одиниць